# Alderano Cybo-Malaspina (1552-1606)
Alderano Cybo-Malaspina (Massa, 9 de dezembro de 1552 – Ferrara, 16 de novembro de 1606) foi um membro da família Cybo-Malaspina, marquês titular de Carrara (em vida do pai), patrício de Roma e Gênova, patrício de Pisa e Florença, patrício de Nápoles, nobre de Viterbo.

## Biografia
Filho mais velho de Alberico I Cybo-Malaspina, Alderano era o herdeiro do Ducado de Massa e Carrara. Porém, nunca chegou a reinar uma vez que faleceu antes do pai que o tinha vindo a preparar para a governação.
Preocupado com a independência dos seus estados face ao poderoso vizinho que era a República de Gênova, Alberico I decidiu-se por uma aliança com a Casa de Este. Assim, em 1580, Alderano casou em Ferrara, com Marfisa d’Este (Ferrara, 1554 - Ferrara, 1608), filha natural de Francisco d'Este, marquês de Massa Lombarda (um filho de Afonso I d'Este e de Lucrécia Bórgia, duques de Ferrara, de Módena e de Reggio).
Como veio a falecer em 1606, antes de seu pai, Alderano nunca chegou a herdar os estados de Massa e Carrara, sendo o seu filho mais velho, Carlos I, quem sucedeu ao avô.

## Descendência
Do casamento de Alderano e Marfisa nasceram oito filhos, dos quais dois morreram ainda no berço:
1. Carlos I (Carlo) (1581-1662), que sucedeu ao avô como Príncipe Soberano de Massa e Marquês Soberano de Carrara em 1623;
2. Francisco (Francesco) (1584-1616), Patrício Romano e Patrício Genovês, Patrício de Pisa e Florença, Patrício Napolitano, Nobre de Viterbo;
3. Eduardo (Odoardo) (1585-1612), Patrício Romano e Patrício Genovês, Patrício de Pisa e Florença, Patrício Napolitano, Nobre de Viterbo, Coronel da armada espanhola;
4. César (Cesare) (nascido e morto em Ferrara em 1587);
5. Vitória (Vittoria) (1588-1635) casou com Ercole Pepoli, Conde de Castiglione e do Sacro Império, Patrício de Bolonha e Senador de Bolonha;
6. Fernando (Ferdinando) ( 1590-1623), Sacerdote, Canónico da Catedral de Gênova;
7. Alexandre (Alessandro) (1594-1639), Cavaleiro da Ordem de Malta;
8. Afonso (Alfonso) (nascido e morto em 1596).